# 巴洛达
巴洛达（Baloda），是印度恰蒂斯加尔邦Janjgir-Champa县的一个城镇。总人口11331（2001年）。

## 人口
该地2001年总人口11331人，其中男性5766人，女性5565人；0—6岁人口1582人，其中男793人，女789人；识字率65.77%，其中男性为76.08%，女性为55.08%。